# فرانكلين سبرينغز
فرانكلين سبرينغز (بالإنجليزية: Franklin Springs, Georgia)‏ هي مدينة تقع في مقاطعة فرانكلين، جورجيا بولاية جورجيا في الولايات المتحدة. تبلغ مساحة هذه المدينة 5.4 (كم²)، وترتفع عن سطح البحر 249 م، بلغ عدد سكانها 952 نسمة في عام 2010 حسب إحصاء مكتب تعداد الولايات المتحدة.

## وصلات خارجية
- Cities & Counties - Georgia.gov